# Lodewijk Crijns
Lodewijk Crijns (Eindhoven, 13 juli 1970) is een Nederlandse filmregisseur, die in 1996 afstudeerde aan de NFTA.
Zijn derdejaarsfilm Kutzooi (een  fake-documentaire over drie jonge spijbelende scholieren) werd geselecteerd voor het Internationaal Film Festival Rotterdam. De mengeling van fictie en documentaire werd goed ontvangen en Crijns won er in 1996 de Gouden Vlam en de Aanmoedigingsprijs van het Amsterdamse Fonds voor de Kunsten voor.
Een jaar later studeerde Crijns af met Lap Rouge, eveneens een film die zich tussen fictie en werkelijkheid afspeelde. Zowel nationaal als internationaal won de film vele prijzen, waarmee Crijns’ reputatie als groot talent definitief  gevestigd werd.
Kutzooi en Lap Rouge werden gecombineerd uitgebracht in de bioscoop..
Na het voor televisie gemaakte De baby en de bakfiets (met onder meer Edo Brunner) maakte Crijns zijn bioscoopdebuut in 1999 met Jezus is een Palestijn. De film werd op het IFFR  genomineerd voor een Tiger Award en kreeg een Special Mention ‘For its provocative, sometimes wonderfully scandalous satire the search for the faith in a society which has lost its way’ op het Mannheim-Heidelberg International Filmfestival. De film betekende het acteerdebuut van cabaretier Hans Teeuwen. Verder speelden Kim van Kooten, Peer Mascini en Najib Amhali belangrijke rollen.
Zijn volgende speelfilm werd gemaakt in het kader van het ‘’No More Heroes”-project. Met Grote Blijdschap werd goed ontvangen door de pers en samen met Kim van Kooten ontving hij in 2001 een Gouden Kalf voor Beste Scenario. Ook won de film de Prijs van de Nederlands Filmkritiek. 
Loverboy (uit 2003) was Lodewijk Crijns’ eerste telefilm. Monique van der Werff en Dragan Bakema speelden de hoofdrollen in deze speelfilm over een jong meisje dat door een loverboy in de prostitutie belandt.
Crijns regisseerde verder afleveringen van Grijpstra & De Gier en Sprint!. 
Voor zijn korte film Dokter Vogel won hij in 2004 zijn tweede Gouden Kalf.
Zijn korte film Turkse chick (met Yolanthe Cabau van Kasbergen) kreeg in 2006 een bioscooprelease. De film was in Nederland te zien als voorfilm voor de horrorfilm The Grudge 2.
In 2008 maakte Crijns zijn tweede telefilm: Hitte/Harara (met Bracha van Doesburgh en Nabila Marhaben) De film werd opgenomen in Marokko en 5 juni uitgezonden door de NPS
Vervolgens regisseerde Crijns in 2012 Alleen maar nette mensen, dit is een verfilming van de roman van Robert Vuijsje. Hierin speelde onder andere Géza Weisz, Imanuelle Grives, Jeroen Krabbé en Annet Malherbe.

## Filmografie
- 1995: Kutzooi (korte film)
- 1997: Lap rouge (korte film)
- 1997: De baby en de bakfiets (korte film)
- 1999: Jezus is een Palestijn
- 2001: Met grote blijdschap
- 2003: Loverboy (televisiefilm)
- 2004: Dokter Vogel (korte film)
- 2006: Turkse chick (korte film)
- 2008: Hitte/Harara (televisiefilm)
- 2009: Zwemparadijs (korte film)
- 2012: Alleen maar nette mensen
- 2013: Kankerlijers
- 2019: Bumperkleef (thriller)